# Três Macacos Sábios

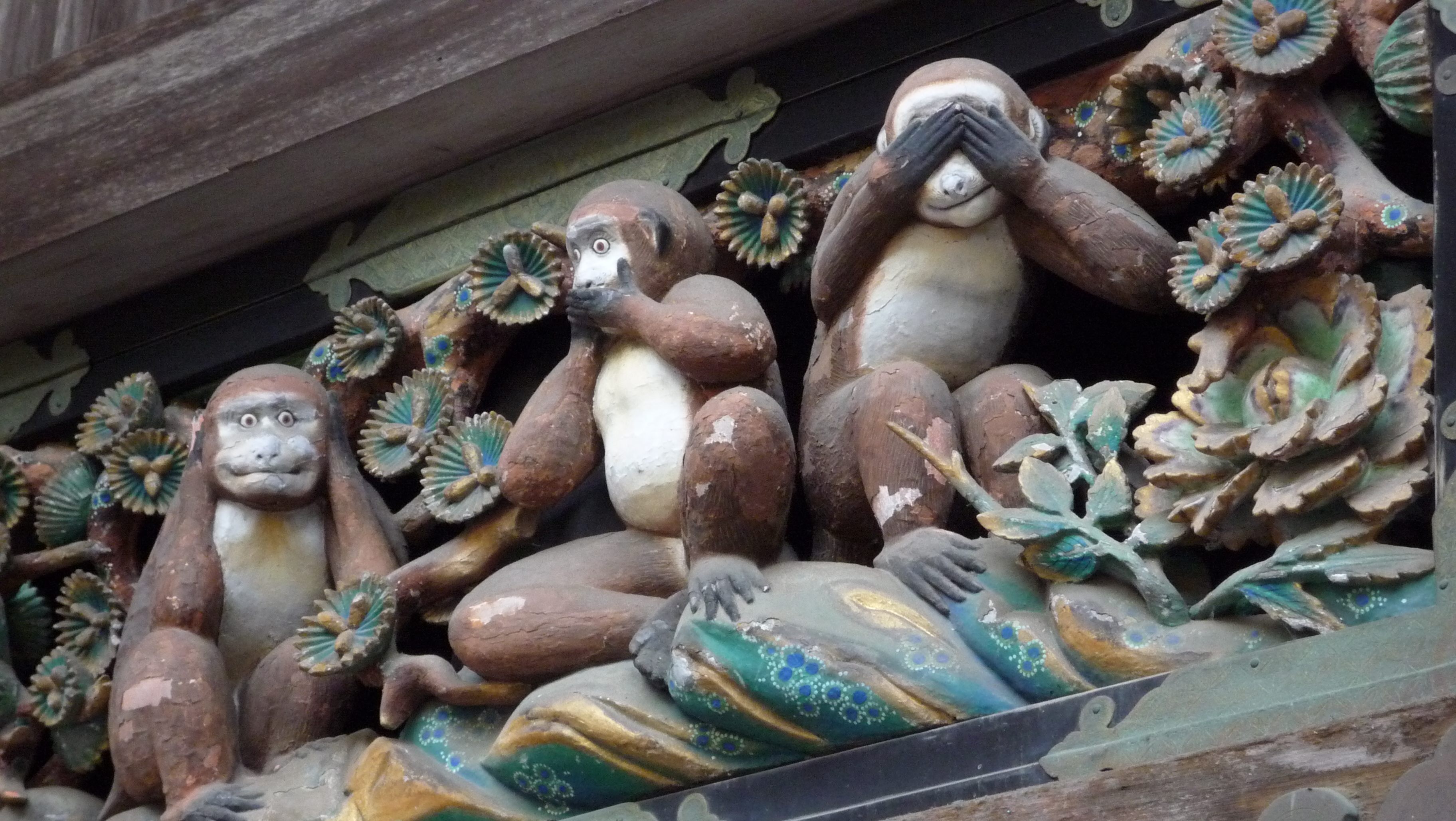
Os três macacos sábios no santuário Tōshō-gū em Nikkō, Japão

Os três macacos sábios são uma máxima pictórica japonesa, incorporando o princípio proverbial "não veja o mal, não ouça o mal, não fale o mal". Os três macacos são
- Mizaru, que não vê o mal, cobrindo os olhos
- Kikazaru, que não ouve nenhum mal, tapando os ouvidos, e
- Iwazaru, que não fala mal, cobrindo a boca.[2]

Lafcadio Hearn refere-se a eles como os três macacos místicos.
Existem vários significados atribuídos aos macacos e ao provérbio, incluindo associações com boa mente, fala e ação. A frase é freqüentemente usada para se referir àqueles que lidam com a impropriedade fazendo vista grossa.
Fora do Japão, os nomes dos macacos às vezes são dados como Mizaru, Mikazaru e Mazaru, pois os dois últimos nomes foram corrompidos dos originais japoneses. Os macacos são macacos-japoneses, uma espécie comum no Japão.

## Origem

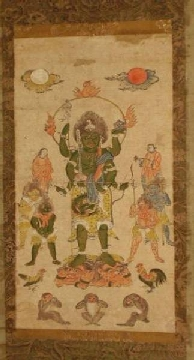
Pergaminho Koshin com os três macacos

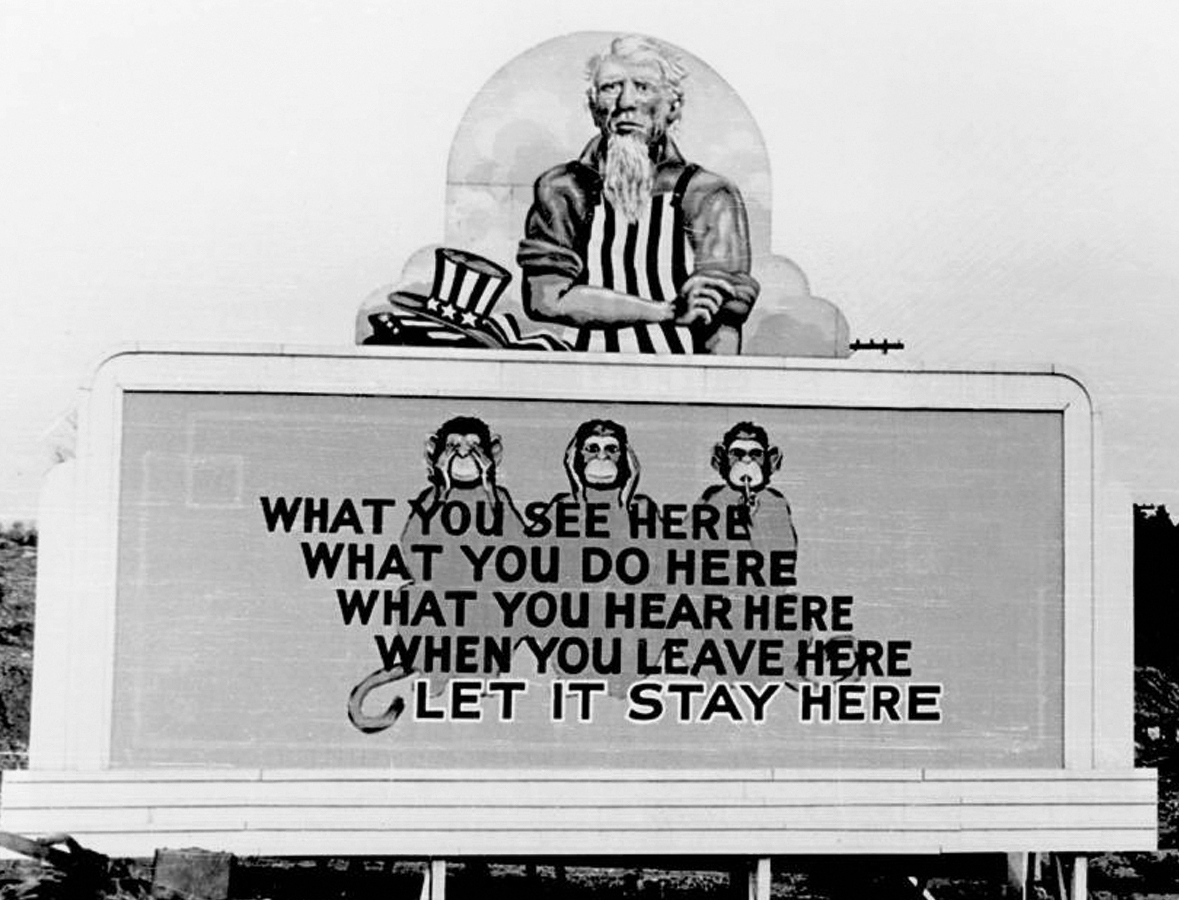
Um cartaz da Segunda Guerra Mundial dirigido aos participantes do Projeto Manhattan

A fonte que popularizou esta máxima pictórica é uma escultura do século XVII sobre uma porta do famoso santuário Tōshō-gū em Nikkō, Japão. As esculturas no Santuário Tōshō-gū foram esculpidas por Hidari Jingoro, e acredita-se que tenham incorporado o Código de Conduta de Confúcio, usando o macaco como uma forma de representar o ciclo de vida do homem. Há um total de oito painéis, e a icônica imagem dos três macacos sábios vem do painel 2. A filosofia, no entanto, provavelmente veio originalmente para o Japão com uma lenda tendai-budista, da China no século VIII (Período Nara). Sugeriu-se que as figuras representam os três dogmas da chamada escola média da seita.
Em chinês, uma frase semelhante existe nos últimos Analectos de Confúcio, do século II ao IV a.C., que diz: "Não olhe para o que é contrário à propriedade; não ouça o que é contrário à propriedade; não fale o que é contrário à propriedade; faça nenhum movimento que seja contrário ao decoro" (非禮勿視，非禮勿聽，非禮勿言，非禮勿動). Pode ser esta frase que inspirou a máxima pictórica depois que foi trazida para o Japão.
É através do rito kōshin da religião popular que os exemplos mais significativos são apresentados. A crença ou prática koshin é uma religião folclórica japonesa com origens chinesas do taoismo e antiga influência xintoísta. Foi fundada por monges budistas tendai no final do século X. Um número considerável de monumentos de pedra pode ser encontrado em toda a parte oriental do Japão ao redor de Tóquio. Durante a parte posterior do período Muromachi, era costume exibir pilares de pedra representando os três macacos durante a observância de kōshin.
Embora o ensinamento não tivesse nada a ver com macacos, o conceito dos três macacos originou-se de um simples jogo de palavras. O ditado em japonês é mizaru, kikazaru, iwazaru (見ざる, 聞かざる, 言わざる) "não veja, não ouça, não fale", onde o -zaru é uma conjugação negativa nos três verbos, combinando com zaru, a forma modificada de saru (猿) "macaco" usado em compostos. Assim, o ditado (que não inclui nenhuma referência específica ao "mal") também pode ser interpretado como referindo-se a três macacos.
O santuário de Nikko é um santuário xintoísta, e o macaco é um ser extremamente importante na religião xintoísta. Acredita-se que o macaco seja o mensageiro dos santuários Hie Shinto, que também têm conexões com o budismo tendai. Existem até festivais importantes que são celebrados durante o ano do macaco (ocorrendo a cada doze anos) e um festival especial é celebrado a cada décimo sexto ano do kōshin.
"Os Três Macacos Místicos" (Sambiki Saru) foram descritos como "os atendentes de Saruta Hito no Mikoto ou Kōshin, o Deus das Estradas". O festival Kōshin foi realizado no 60.º dia do calendário. Foi sugerido que durante o festival kōshin, de acordo com antigas crenças, as más ações de alguém podem ser relatadas ao céu "a menos que ações de prevenção tenham sido tomadas…". Foi teorizado que os três macacos místicos, não vendo, ouvindo ou falando, podem ter sido as "coisas que alguém fez de errado nos últimos 59 dias".
De acordo com outros relatos, os macacos fizeram com que o Sanshi e o Ten-Tei não vissem, dissessem ou ouvissem as más ações de uma pessoa. Os Sanshi (三尸) são os Três Cadáveres que vivem no corpo de todos. O Sanshi acompanha as boas ações e particularmente as más ações da pessoa que habitam. A cada 60 dias, na noite chamada Kōshin-Machi (庚申待), se a pessoa dormir, o Sanshi deixará o corpo e irá para Ten-Tei (天帝), o Deus Celestial, para relatar sobre os atos dessa pessoa. Ten-Tei então decidirá punir pessoas más, deixando-as doentes, encurtando seu tempo de vida e, em casos extremos, acabando com suas vidas. Aqueles crentes de kōshin que têm motivos para temer tentarão ficar acordados durante as noites de kōshin. Esta é a única maneira de evitar que o Sanshi deixe seu corpo e se reporte a Ten-Tei.
Uma representação antiga do "não ver, não ouvir, não dizer, não fazer" pode ser encontrada em quatro estatuetas douradas no Museu do Ouro do Sudeste Asiático Zelnik István. Estas estátuas douradas datam dos séculos VI a VIII. As figuras parecem pessoas humanas tribais com esculturas corporais não muito precisas e fortes símbolos fálicos. Este conjunto indica que a filosofia vem de raízes muito antigas.

## Significado do provérbio

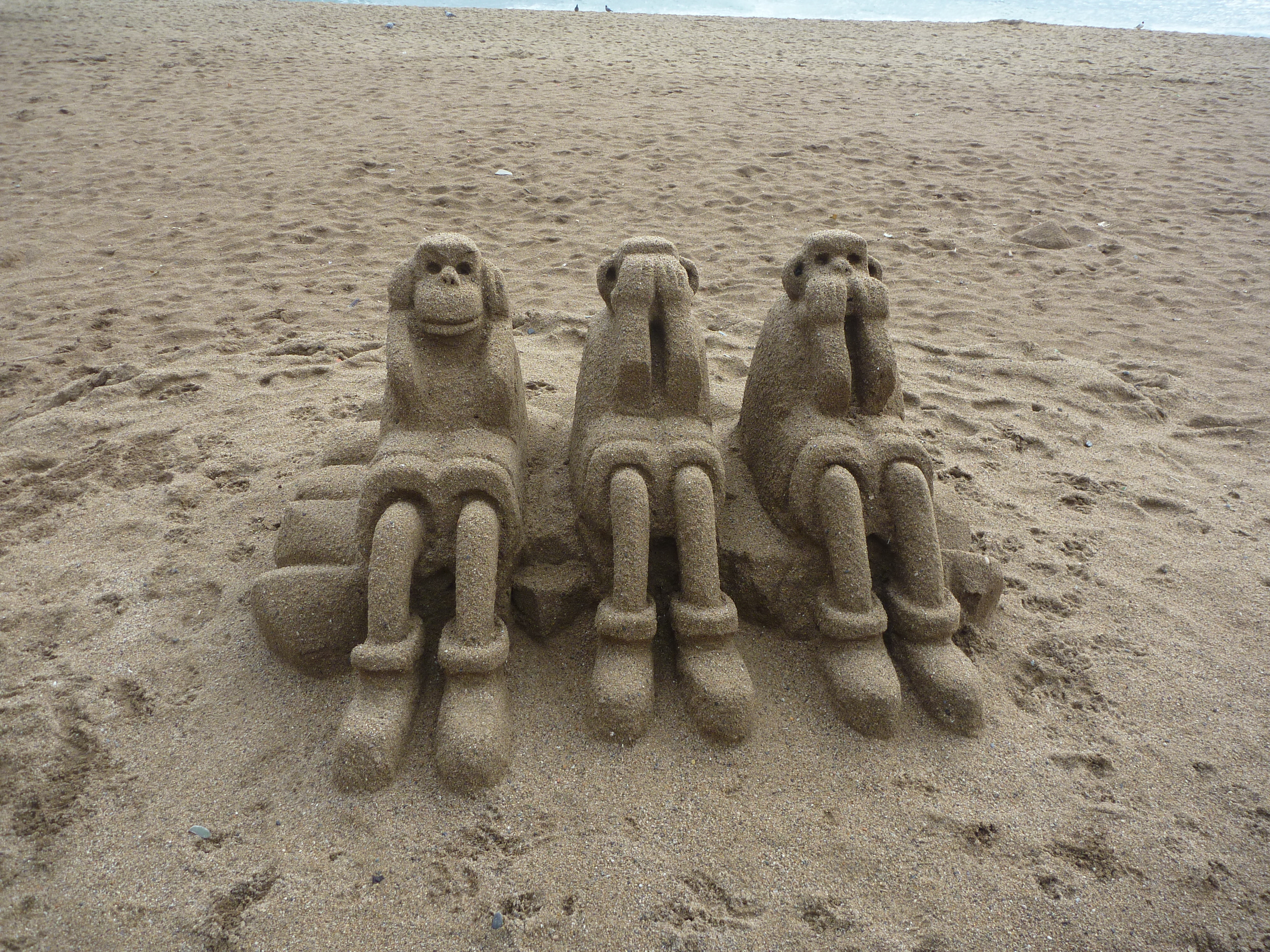
Três macacos sábios na praia em Barcelona

Assim como há discordância sobre a origem da frase, existem diferentes explicações sobre o significado de “não veja o mal, não ouça o mal, não fale o mal”.
- Na tradição budista, os princípios do provérbio são sobre não insistir em maus pensamentos.
- O provérbio e a imagem são frequentemente usados para se referir à falta de responsabilidade moral por parte de pessoas que se recusam a reconhecer a impropriedade, olhando para o outro lado ou fingindo ignorância.[12]
- Também pode significar um código de silêncio em gangues ou empresas corruptas.

## Variações
Às vezes, há um quarto macaco representado, Sezaru, que simboliza o princípio de "não faça o mal", que se encaixa na citação completa de Analectos de Confúcio. O macaco pode ser mostrado cruzando os braços ou cobrindo os órgãos genitais. Ainda outra variação tem o quarto macaco segurando o nariz para evitar um fedor e foi apelidado de "não cheira mal" de acordo.

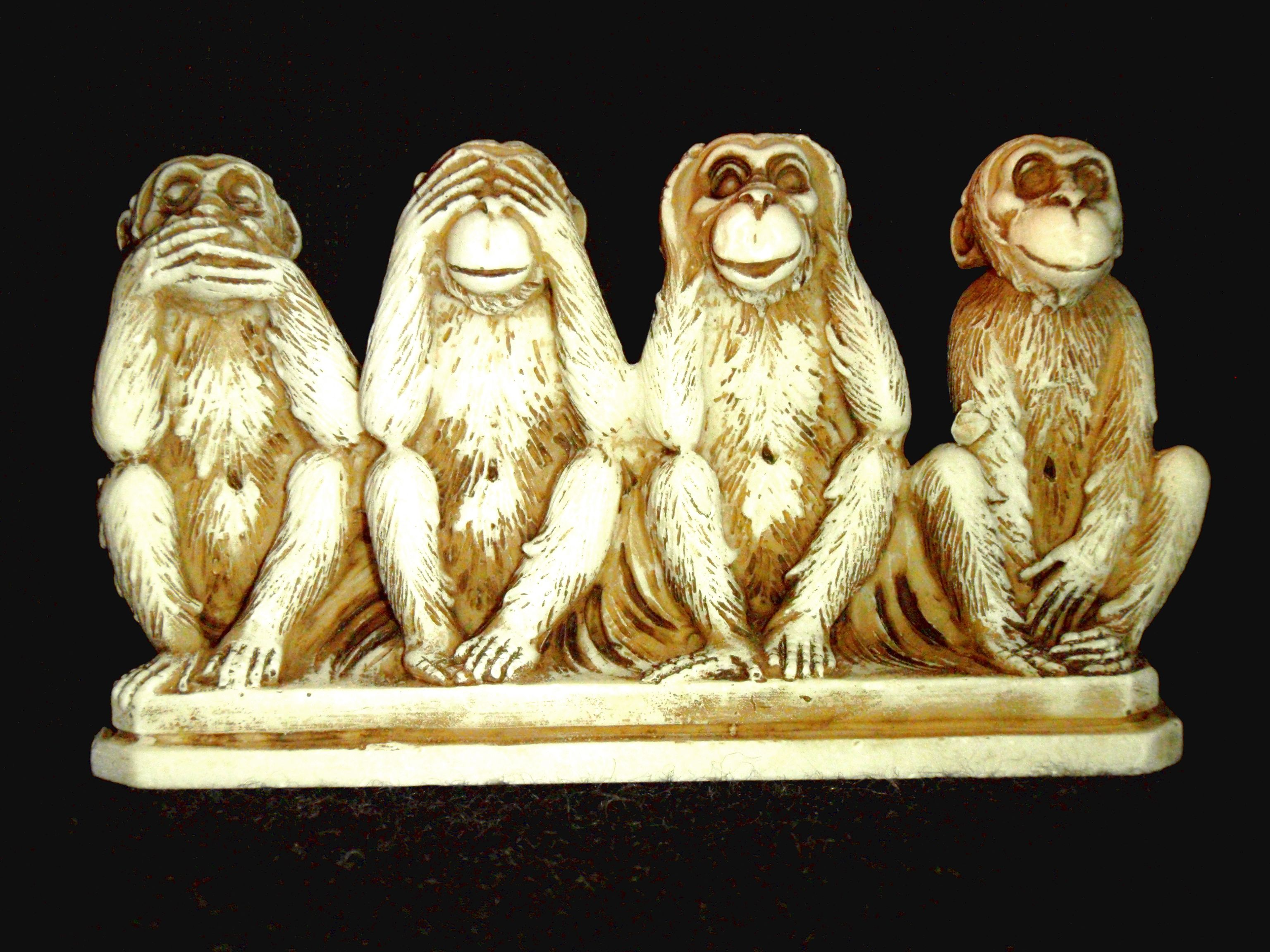
Escultura de quatro macacos, o quarto macaco está cobrindo seus genitais

A versão oposta dos três macacos sábios também pode ser encontrada. Nesse caso, um macaco leva as mãos aos olhos para focalizar a visão, o segundo macaco coloca as mãos em concha ao redor das orelhas para melhorar a audição e o terceiro macaco leva as mãos à boca como um megafone. Outra interpretação moderna é "Ouça, veja e fale em voz alta pelo que você representa".

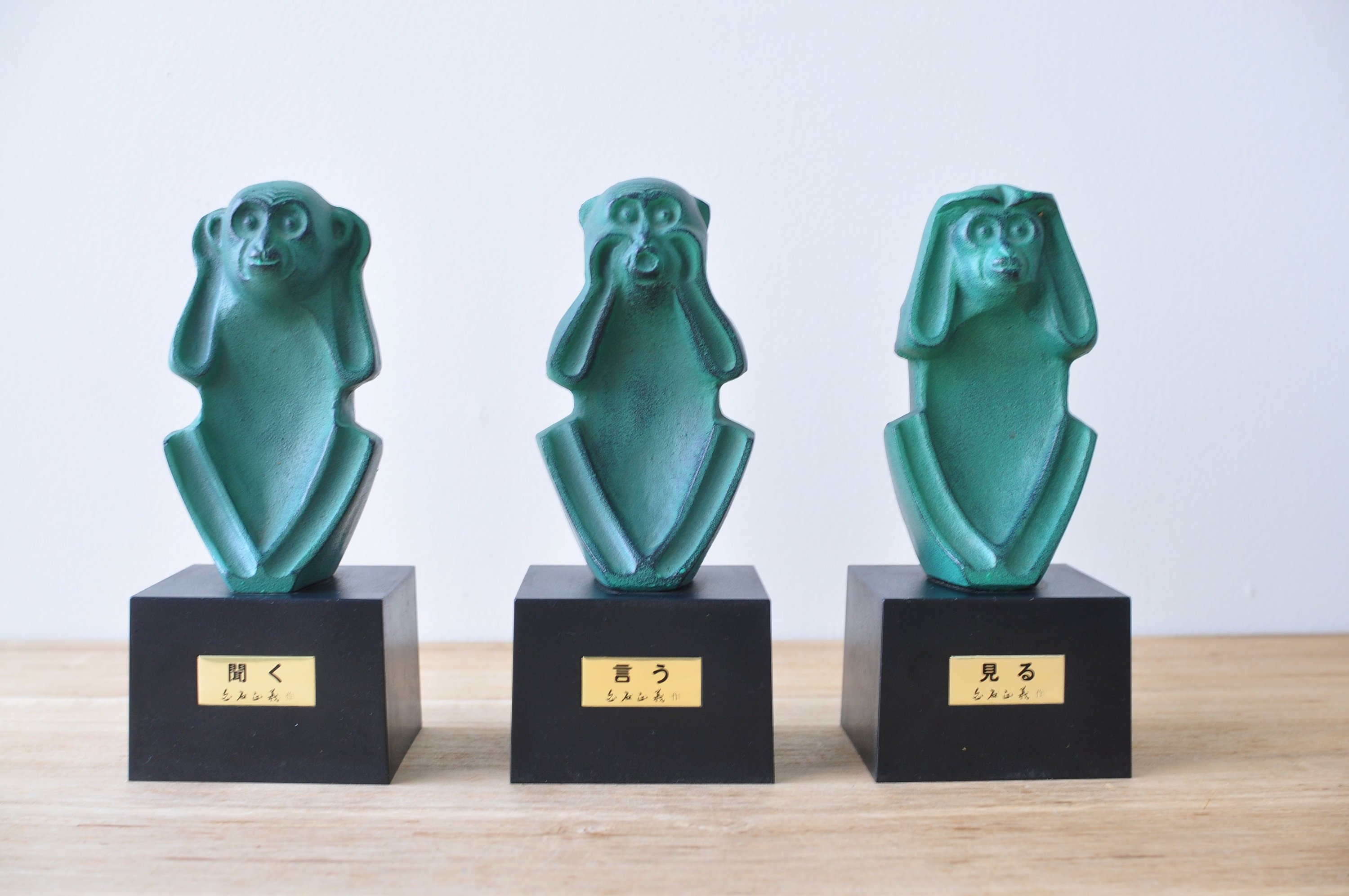
Variação dos três macacos sábios: "Ouça, veja, fale apenas o bem"

## Movimento Rajneesh
De acordo com Osho Rajneesh, o simbolismo do macaco se originou na antiga tradição hindu e os monges budistas espalharam esse simbolismo pela Ásia. A versão original hindu e budista tem quatro macacos e o quarto macaco cobre seus genitais. A versão budista significa isso como "Não faça nada de mal".
Na versão original hindu, o significado do quarto macaco é muito diferente da versão budista popular. Significa: "Esconda seus prazeres. Esconda seu prazer, não o mostre a ninguém."
Osho Rajneesh deu seu próprio significado a respeito disso. O primeiro macaco denota 'Não dê ouvidos à verdade porque ela perturbará todas as suas mentiras consoladoras'. O segundo macaco denota 'Não olhe para a verdade; caso contrário, seu Deus estará morto e seu céu e inferno desaparecerão'. O terceiro macaco denota 'Não fale a verdade, senão você será condenado, crucificado, envenenado, torturado por toda a multidão, as pessoas inconscientes. O quarto macaco denota "Mantenha seus prazeres, suas alegrias, escondidos. Não deixe ninguém saber que você é um homem alegre, um homem feliz, um homem extático, porque isso destruirá sua própria vida. É perigoso".

## Influências culturais

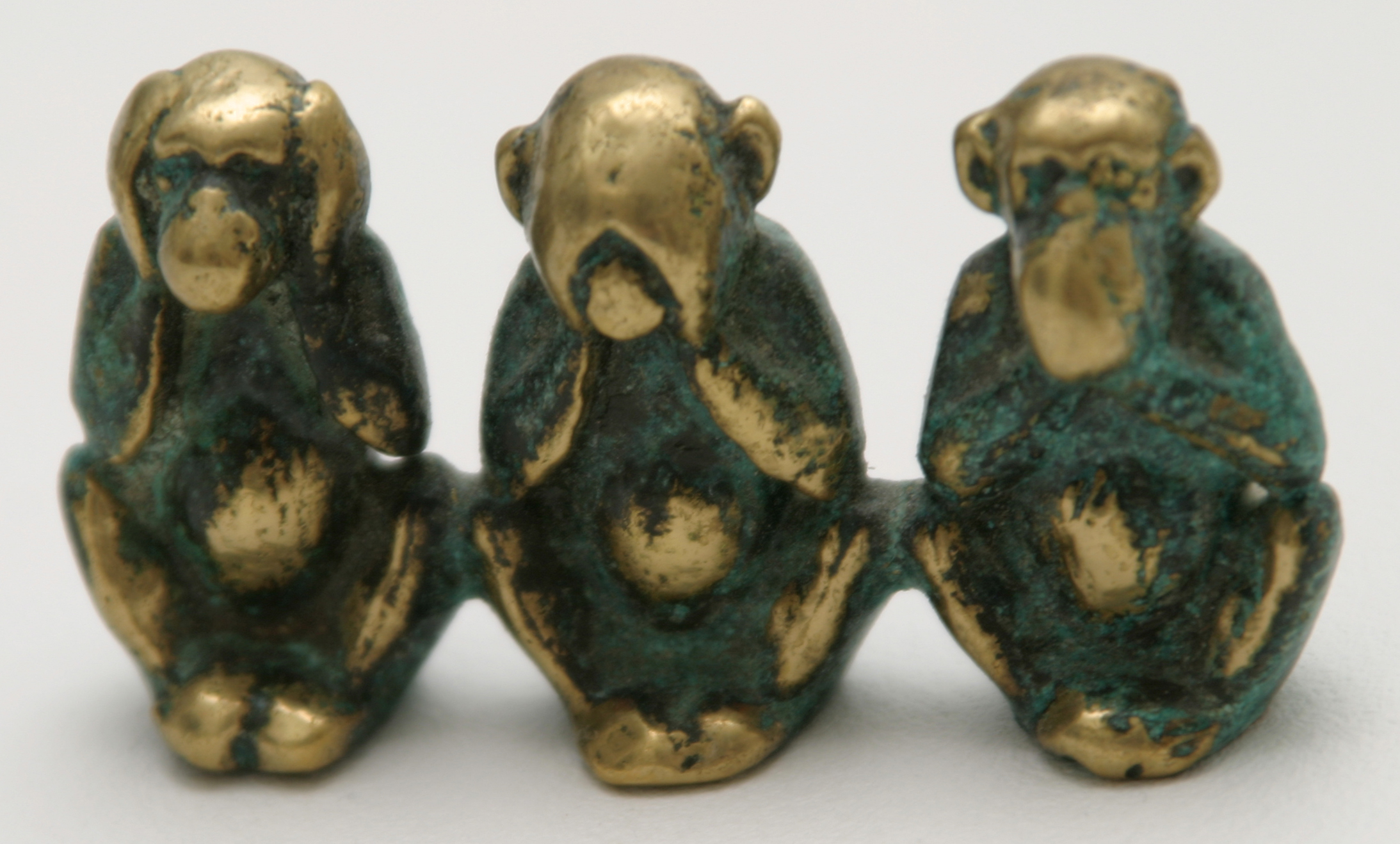
Fundição de latão

Os três macacos sábios e o provérbio associado são conhecidos em toda a Ásia e fora da Ásia. Eles têm sido um motivo em imagens, como o ukiyo-e (impressões em xilogravura japonesas) de Keisai Eisen, e são frequentemente representados na cultura moderna.

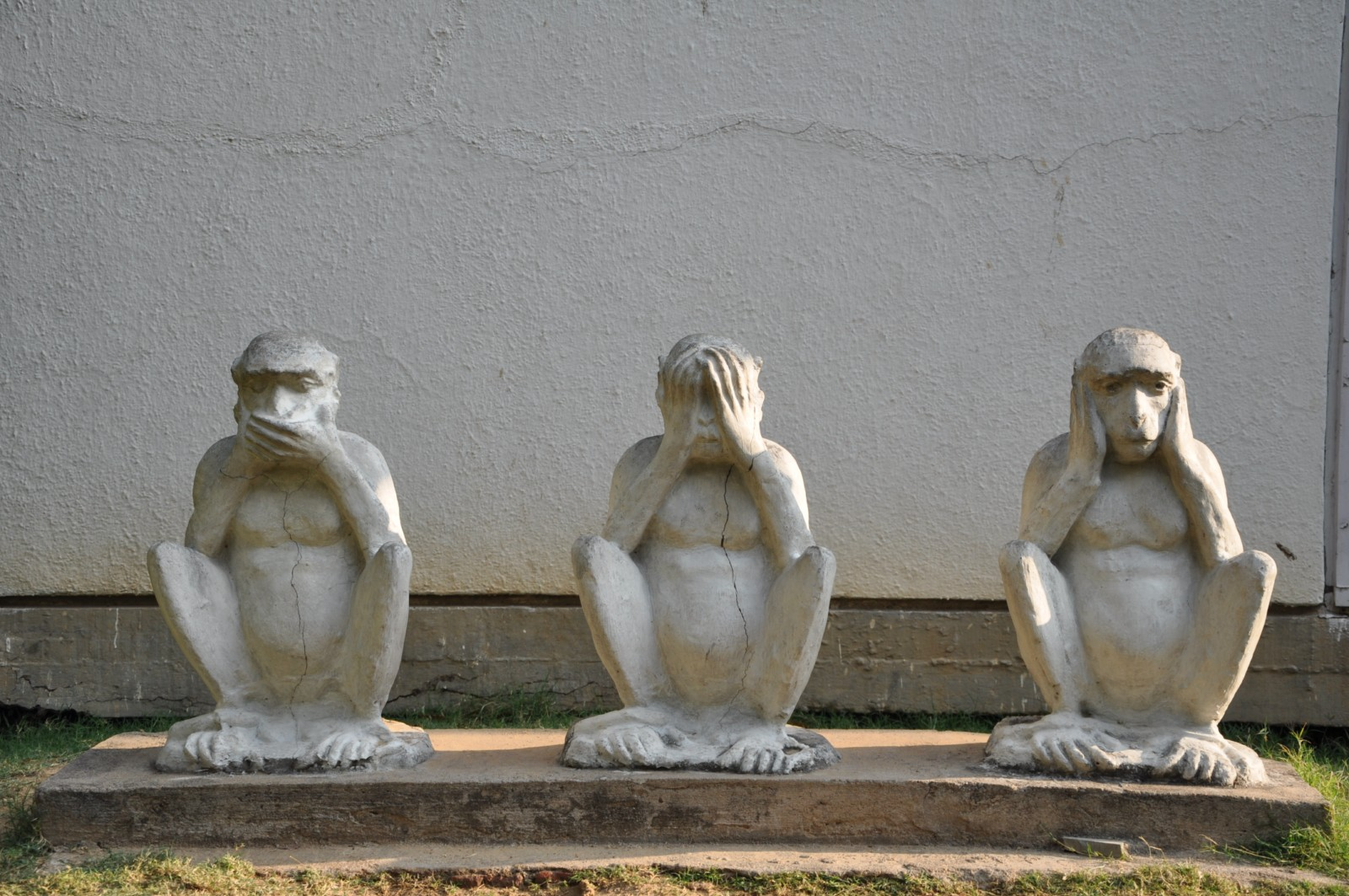
Representação da estátua menor de Mahatma Gandhi dos três macacos Bapu, Ketan e Bandar, no Ashram de Sabarmati em Amedabade, Guzerate, Índia

A exceção notável de Mahatma Gandhi ao seu estilo de vida de não-possessão foi uma pequena estátua dos três macacos — Bapu, Ketan e Bandar. Hoje, uma representação maior dos três macacos é exibida com destaque no Ashram de Sabarmati em Amedabade, Guzerate, onde Gandhi viveu de 1915 a 1930 e de onde partiu em sua famosa marcha do Sal. A estátua de Gandhi também inspirou uma obra de arte de 2008 de Subodh Gupta, Gandhi's Three Monkeys.
Os três macacos são retratados na cena do julgamento no filme de 1968 Planeta dos Macacos. Em um exemplo de semiótica, os juízes imitam os macacos "não veja nenhum mal, não ouça nenhum mal, não fale mal.
Em uma paródia desse ditado, Bob Dole brincou sobre uma reunião de ex-presidentes dos EUA: " Carter, Ford e Nixon: não vejam o mal, não ouçam o mal e o mal".
A máxima inspirou um premiado filme turco de 2008 do diretor Nuri Bilge Ceylan chamado Three Monkeys (Üç Maymun).
Uma representação dos Três Macacos Sábios pode ser vista esculpida em uma árvore falsa atrás do balcão de atendimento no Bengal Barbecue na Adventureland da Disneyland, em frente ao Indiana Jones Adventure.
No filme Encanto (2021), do Walt Disney Animation Studios, os presentes que cada trio de irmãos recebem têm o mesmo tema de tropos populares. Ver, Ouvir e Falar são usados com Dolores que tem o dom de super-audição, Camilo que tem o dom de mudar de forma, fazendo com que ele possa mudar a forma como você o vê, e Antionio que tem o dom de falar com os animais.

## Caracteres Unicode
Unicode fornece representações emoji dos macacos no bloco Emoticons da seguinte forma:
- Mizaru: U+1F648 🙈 SEE-NO-EVIL MONKEY
- Kikazaru: U+1F649 🙉 HEAR-NO-EVIL MONKEY
- Iwazaru: U+1F64A 🙊 SPEAK-NO-EVIL MONKEY